# Самбо на Европейских играх 2015
Соревнования по самбо на Европейских играх 2015 прошли 22 июня в столице Азербайджана, в городе Баку, в Спортивно-концертном комплексе имени Гейдара Алиева. 

## Календарь
| ЦО | Церемония открытия | ● | Квалификации | 2 | Финалы соревнований | ЦЗ | Церемония закрытия |

| Июнь  | Июнь  | 12 Пт | 13 Сб | 14 Вс | 15 Пн | 16 Вт | 17 Ср | 18 Чт | 19 Пт | 20 Сб | 21 Вс | 22 Пн | 23 Вт | 24 Ср | 25 Чт | 26 Пт | 27 Сб | 28 Вс | Медали |
| ----- | ----- | ----- | ----- | ----- | ----- | ----- | ----- | ----- | ----- | ----- | ----- | ----- | ----- | ----- | ----- | ----- | ----- | ----- | ------ |
| Самбо | Самбо |       |       |       |       |       |       |       |       |       |       | 8     |       |       |       |       |       |       | 8      |

## Медалисты

### Мужчины
| Весовая категория | Золото                    | Серебро                      | Бронза                                             |
| ----------------- | ------------------------- | ---------------------------- | -------------------------------------------------- |
| До 57 кг          | Аймерген Аткунов Россия   | Ислам Гасымов Азербайджан    | Владислав Бурдь Беларусь Вахтанг Чидрашвили Грузия |
| До 74 кг          | Степан Попов Беларусь     | Амиль Гасымов Азербайджан    | Каха Мамулашвили Грузия Азамат Сидаков Россия      |
| До 90 кг          | Альсим Черноскулов Россия | Андрей Казусёнок Беларусь    | Давид Карбелашвили Грузия Радвилас Матукас Литва   |
| Свыше 100 кг      | Артём Осипенко Россия     | Васиф Сафарбеков Азербайджан | Юрий Рыбак Беларусь Размик Тоноян Украина          |

### Женщины
| Весовая категория | Золото                 | Серебро                      | Бронза                                             |
| ----------------- | ---------------------- | ---------------------------- | -------------------------------------------------- |
| До 52 кг          | Анна Харитонова Россия | Назакет Халилова Азербайджан | Магдалена Варбанова Болгария Рута Аксёнова Литва   |
| До 60 кг          | Яна Костенко Россия    | Калина Стефанова Болгария    | Катерина Прокопенко Беларусь Даниэла Хондю Румыния |
| До 64 кг          | Татьяна Мацко Беларусь | Алёна Сайко Украина          | Анна Щербакова Россия Сара Локо Франция            |
| До 68 кг          | Ивана Яндрич Сербия    | Ольга Намазова Беларусь      | Селина Конде Франция Ольга Захарцова Россия        |

## Спортивные объекты
| Спортивная арена имени Гейдара Алиева |
| ------------------------------------- |
| Вид снаружи                           |
| Вместимость: 8 000                    |